# Академия наук Аргентины

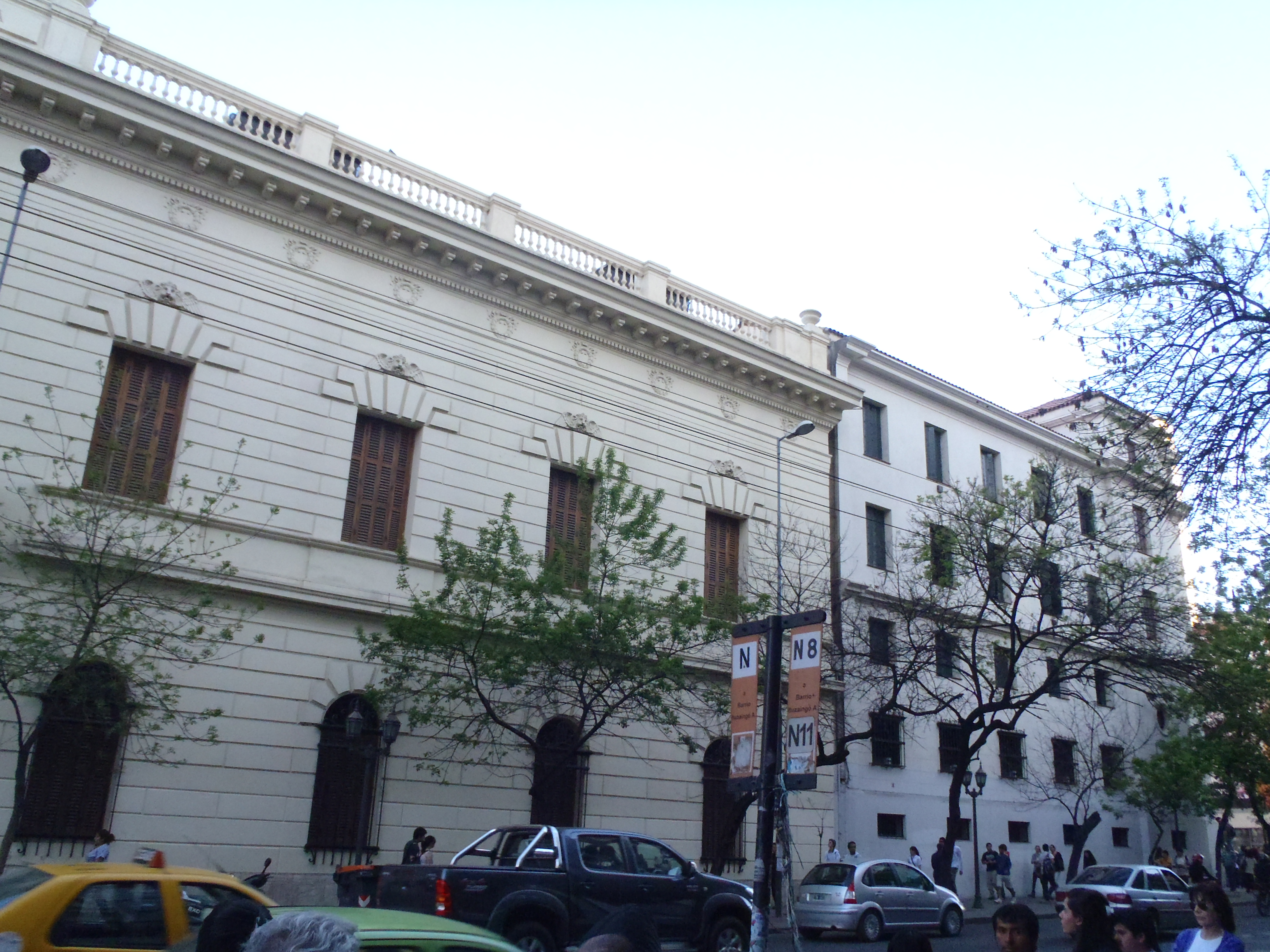

Национальная академия наук Аргентины (исп. Academia Nacional de Ciencias) — основное научное объединение Аргентины. НАН Аргентины была учреждена в г. Кордова (Аргентина) в 1869 году президентом Доминго Фаустино Сармьенто. Местом создания Академии стал город Кордова, в котором уже действовал основанный ещё в 1613 году Национальный университет, старейший в стране.
Является первой академией, которую поддерживало государство.
С момента своего создания Академия занимается развитием точных и естественных наук, исследованием территории Аргентины, научным сопровождением деятельности национального правительства и правительств провинций, а также других учебных и научных учреждений страны. Академия также проводит награждение различными премиями за научную деятельность, издаёт журнал, проводит конференции и другие мероприятия. НАН Аргентины стремится внести свой вклад в разработку, продвижение и распространение наук, поощрять развитие Аргентины во всех областях науки.
Современное здание было открыто в 1897 году, а в 1994 году оно объявлено национальным историческим памятником.
Академия состоит из членов, которые избираются в соответствии с Уставом НАН Аргентины из учёных, внёсших заметный вклад в развитие науки.
Членами Академии в разные годы были:
- Гулд, Бенджамин Апторп
- Дарвин, Чарлз
- Иеронимус, Георг
- Лелуар, Луис Федерико
- Мильн-Эдвардс, Анри
- Усай, Бернардо Альберто